# Horabagrus brachysoma
Horabagrus brachysoma är en fiskart som först beskrevs av Günther, 1864.  Horabagrus brachysoma ingår i släktet Horabagrus och familjen Bagridae. IUCN kategoriserar arten globalt som sårbar. Inga underarter finns listade i Catalogue of Life.